# La Taberna, Malinaltepec
La Taberna är en ort i Mexiko.   Den ligger i kommunen Malinaltepec och delstaten Guerrero, i den sydöstra delen av landet, 250 km söder om huvudstaden Mexico City. La Taberna ligger 1 619 meter över havet och antalet invånare är 188.
Terrängen runt La Taberna är huvudsakligen kuperad, men söderut är den bergig. Terrängen runt La Taberna sluttar västerut. Runt La Taberna är det ganska glesbefolkat, med 23 invånare per kvadratkilometer. Närmaste större samhälle är Malinaltepec, 6,3 km nordost om La Taberna. I omgivningarna runt La Taberna växer i huvudsak städsegrön lövskog.